# Musée international des marionnettes Antonio-Pasqualino
 (juin 2022).
Si vous disposez d'ouvrages ou d'articles de référence ou si vous connaissez des sites web de qualité traitant du thème abordé ici, merci de compléter l'article en donnant les références utiles à sa vérifiabilité et en les liant à la section « Notes et références ».
Le Musée international des marionnettes Antonio-Pasqualino de Palerme (Museo internazionale delle marionette Antonio Pasqualino) est une institution muséographique qui opère dans le domaine du théâtre de figure national, international et contemporain.
Fondé en 1975 par l’Association pour la conservation des traditions populaires (Associazione per la conservazione delle tradizioni popolari), il accueille une vaste collection de plus de 5.000 objets (des marionnettes, des pantins, des ombres, des automates et des machines de scène) provenant du monde entier. Parmi eux, le Musée conserve la plus grande et la plus complète collection de pupi (marionnettes) de type palermitain, catanais, napolitain, et il constitue un centre pour la sauvegarde, la conservation, la valorisation, la promotion et la diffusion du patrimoine lié à cette pratique théâtrale, représentative de l’identité du territoire. 
La collection s’est enrichie grâce à la dotation non seulement de nombreux objets utilisés dans d’autres traditions du théâtre de figure qui ont été déclarées par l’UNESCO des Chefs-d’œuvre du patrimoine oral et immatériel de l’humanité mais aussi de marionnettes d’artiste contemporaines qui ont été réalisées dans le cadre de nouveaux spectacles du Musée.
Pour récompenser les liens et la synergie entre ses multiples activités et ses fonctions, le Musée international des marionnettes Antonio Pasqualino – qui se dessine de plus en plus comme un «musée de la performance» – a reçu pour la section muséale le prix anthropologique “Costantino Nigra” en 2001, et en octobre 2017, le prix ICOM Italia – “Musée de l’année”, qui a récompensé son pouvoir d’attraction par rapport au public.

## Histoire
L’histoire du Musée est liée à son fondateur, Antonio Pasqualino, disparu en 1995 : c’était un médecin chirurgien et un anthropologue de Palerme qui, durant la seconde moitié du XXe siècle, s'est engagé en première ligne pour la sauvegarde, la promotion et la relance du Théâtre des Pupi dans une période de crise profonde pour cette pratique théâtrale. En 1965, avec un groupe d’intellectuels, il fonda l’Association pour la conservation des traditions populaires et, avec sa femme Janne Vibaek, il recueillit de nombreux témoignages allant des textes de scène pour les pupi aux petits théâtres, aux accessoires et aux décors, ce qui les a sauvés de la destruction et de l’oubli.
La transformation économique et sociale de l’Italie et de la Sicile au milieu du siècle dernier provoqua en effet l’éloignement du public traditionnel – composé essentiellement par les hommes des classes subalternes - qui commencèrent à ne plus se reconnaître dans les modèles véhiculés par les histoires et par les personnages, héros des spectacles. Sans leur public traditionnel, les pupari (les marionnettistes) de toute la Sicile commencèrent à fermer leurs théâtres et à rechercher des activités plus rentables, en vendant, en bradant ou en donnant ce qu’on appelle leur “mestiere”, c’est-à-dire l’ensemble des objets nécessaires pour la mise en scène des spectacles. 
Après dix ans d’activité, en 1975, l’Association fonda le Musée international des marionnettes dans le but de rendre à la population le patrimoine qu’entre-temps Antonio Pasqualino avait accumulé : un mestiere du théâtre des pupi d’école palermitaine, appartenant à la famille historique de Gaspare Canino, et un autre mestiere d’école catanaise, provenant du théâtre de Natale Meli.
On conjugua aussitôt l’activité purement muséographique de conservation et de sauvegarde du patrimoine, avec une intense activité théâtrale. On organisa le premier "Festival du théâtre des pupi" auquel on invitait annuellement à participer les pupari de toute la Sicile. L’objectif était de renforcer le rapport entre les marionnettistes siciliens et le public, favorisant ainsi la transmission – confiée encore aujourd’hui à l’oralité – du vaste patrimoine de connaissances dont ils étaient et dont ils sont dépositaires.
En 1985, le Festival du théâtre des pupi devint le Festival de Morganaqui s’ouvrit aux traditions du théâtre de figure d’autres Pays et à l’art contemporain. Encore aujourd’hui, chaque année, le Musée organise le Festival, en invitant des compagnies traditionnelles et contemporaines italiennes et étrangères et en intégrant les programmes théâtraux avec des activités annexes comme des expositions, des colloques et des ateliers didactiques.

### L’Association pour la conservation des traditions populaires
L’Association pour la conservation des traditions populaires a été créée en 1965 par Antonio Pasqualino avec un groupe de chercheurs et d’intellectuels.
Depuis plus de cinquante ans, l’Association est engagée dans la sauvegarde des traditions populaires et notamment dans la sauvegarde et la promotion du Théâtre des pupi sicilien. Ainsi, elle a proposé la candidature du Théâtre des pupi auprès de l’UNESCO et ce théâtre a été proclamé en mai 2001 Chef-d’œuvre du patrimoine oral et immatériel de l’humanité et il a été inscrit en 2008 dans la Liste Représentative du Patrimoine Culturel Immatériel.
En 2018, l’Association a créé le « Réseau italien d’organismes pour la tutelle, la promotion et la valorisation du Théâtre des Pupi », reconnu par le Ministère de la Culture italien comme organisme territorial compétent en matière de sauvegarde, et représentatif de la tradition du Théâtre des Pupi sicilien. Le Réseau réunit 13 compagnies de pupari siciliens et différents organismes de culture et de recherche italiens (parmi lesquels l’Istituto Centrale per il patrimonio immateriale, la Società Italiana per la Museografia e i Beni Demoetnoantropologici-SIMBDEA, la Fondation Ignazio Buttitta et l’Association culturelle KIiklos). L’Association, en qualité de sujet référent du Réseau, est responsable du «Plan des Mesures de sauvegarde du Théâtre des Pupi sicilien» qui vise à favoriser une planification efficace des actions de sauvegarde, de promotion et de valorisation de l’élément du Théâtre des pupi dans le cadre d’une gouvernance participative et d’un projet de développement durable, cohérent avec les Directives opérationnelles de la Convention pour la sauvegarde du patrimoine culturel immatériel de 2003.
Ajoutons qu’en 2014, l’Association a été accréditée comme organisation non gouvernementale pour exercer des fonctions consultatives auprès du Comité Intergouvernemental du Patrimoine Culturel Intangible UNESCO (numéro d’inscription NGO-90316); en 2015, l’Association a été inscrite au Registre National des Recherches du Ministère de l’Instruction, de l’Université et de la Recherche italien (code 000358_ART3) et depuis 2018, elle fait partie des Instituts culturels de valeur importante et établie, reconnus par le Ministère de la Culture italien ; enfin, en 2019, elle a été accueillie par l’AICI – Association des Institutions Culturelles Italiennes.

### Musée de la performance
Dès sa fondation, le Musée international des marionnettes a conjugué l’activité muséale avec celle de la pratique théâtrale: tout d’abord en assurant la continuité de la tradition et des reprises, mais aussi la recherche et l’innovation. Dès sa fondation donc ce n'est pas un lieu de conservation de choses mortes, mais il s'engage activement dans la sauvegarde et revitalisation des arts performatifs traditionnels. L'évènement annuel «Festival de Morgana» permet d'une part des approfondissements significatifs sur le répertoire sicilien et sur celui de l’Italie méridionale, de l'autre il replace les pupari dans une dimension professionnelle, à travers l'échange avec les marionnettistes du monde entier et des artistes contemporains posant ainsi les bases d’une étude des pratiques théâtrales non européennes et qui concerne non seulement le théâtre de figure au sens étroit du terme, mais aussi les formes de théâtre rituel traditionnel. Graduellement, l’activité théâtrale du Musée s’est donc ouverte à la production de spectacles innovateurs, en collaboration avec des écrivains, des peintres, des artistes des arts visuels, des musiciens contemporains (rappelons Calvino, Guttuso, Kantor, Baj, Pennisi). L'échange avec des compagnies italiennes et étrangères dans le domaine des arts du spectacle traditionnels et du théâtre et de l'art contemporains a permis l’acquisition de matériels présentant un grand intérêt la fois démo-ethno-anthropologique et artistique, consolidant ainsi l’image de musée de la performance et de la responsabilité patrimoniale: ce qui signifie qu’un intense travail entre recherche comparative, expérimentation muséographique, reprise de spectacles et soutien aux compagnies des pupari est réalisé.

## La collection
Le parcours muséal expose une vaste collection composée de plus de 5 000 figures animées (pupi, marionnettes, pantins, ombres), des accessoires scéniques et des panneaux de provenance nationale et internationale. Huit formes théâtrales appartenant à différentes cultures et à différentes traditions, déclarées par l’UNESCO des «Chefs-d’œuvre du patrimoine oral et immatériel de l’humanité » et des marionnettes d’artiste contemporaines, réalisées dans le cadre de spectacles de nouvelle production du Musée, viennent caractériser cette collection.

### Le Théâtre des pupi et les autres patrimoines Unesco
Les premières pièces de la collection du Musée ont concerné le Théâtre des pupi siciliens. Aujourd’hui le Musée abrite la collection de pupi la plus vaste et la plus complète de Palerme, Catane et Naples et il comprend, entre autres, les matériels complets provenant de trois théâtres: un théâtre de la tradition palermitaine, ayant appartenu à Gaspare Canino de Alcamo; un autre de la tradition catanaise, ayant appartenu à Natale Meli de Reggio Calabria; enfin un théâtre de la tradition napolitaine ayant appartenu à la famille Perna de Frattamaggiore. «Carinda» est le pupo le plus ancien du Musée : daté de 1828, il a appartenu à la famille Canino et, selon la tradition familiale, la marionnette a été le premier pupo armé construit par Liberto Canino. 
Le Musée expose également d’autres collections déclarées par l’UNESCO des «Chefs-d’œuvre du patrimoine oral et immatériel de l’humanité»: le Ningyo Johruri Bunraku japonais, le Wayang Kulit indonésien, le théâtre des ombres cambodgien Sbek Thom, les masques-marionnettes du Nigéria-Bénin nommés Gèlèdé, le théâtre des marionnettes de la Corée Namsadang Nori – Kkoktu-gaksi Norum, le Karagöz turc et les marionnettes Rūkada Nātya du Sri Lanka.

### Figures animées en Europe et en Orient
La collection de marionnettes et de pantins du Nord de l’Italie, de l’Italie méridionale (comme les guarrattelle napolitaines et les tutui siciliens) et d’autres pays européens est également remarquable. En outre, il existe de nombreux exemplaires venant d’Asie: des ombres indiennes, des marionnettes à tige et des figures à deux dimensions javanaises (Wayang golek et Wayang klitik), des marionnettes à fils birmanes (Yoke thai tabin) et indiennes (Kathputli), des marionnettes aquatiques du Vietnam (Mua roi nuoc), des ombres de la Malaisie, du Siam, de la Chine. Une rare marionnette provient des Nouvelles-Hébrides (Temes nevinbur).

### Figures animées africaines
La collection de figures animées provenant d’Afrique est précieuse elle aussi: le théâtre des marionnettes y est très riche en formes et en manifestations différentes et présente des aspects sacrés et ludiques. Le Musée expose les marionnettes du Mali dites Do, appartenant au théâtre de Bambara, le premier théâtre de marionnettes africain à être connu en Europe: les Gèlèdé, déjà évoqués, du Nigéria-Bénin et les marionnettes à tige du Congo appelées Kebe kebe, utilisées par la population des Mbochi et par les Kouyous, et liées principalement au culte des ancêtres.

### Le Contemporain
Dans le Jardin d’hiver – un espace utilisé aussi pour des installations temporaires – et dans lea autres salles du Musée sont exposées les œuvres d’art contemporain réalisées pour trois spectacles qui, dans les années 1980-1990, furent produits par le Musée international des marionnettes en collaboration avec des personnages d’envergure internationale: les scénographies de Renato Guttuso utilisées dans le spectacle «Foresta-radice-labirinto» d’Italo Calvino, mise en scène de Roberto Andò (1987); les marionnettes et les machines de scène réalisées par l’artiste et metteur en scène polonais Tadeusz Kantor pour le spectacle «Macchina dell’amore e della morte» (1987) et les pantins d’Enrico Baj réalisés pour le spectacle «Le bleu-blanc-rouge et le Noir» de l’Arc-en-terre de Massimo Schuster (1990). Les marionnettes de table qu’Enrico Baj réalisa pour deux autres spectacles de Massimo Schuster, «Roncisvalle» et «Mahabharata», ont été acquises récemment.

### Parcours dans le musée
Le musée est réparti sur trois niveaux et on y trouve de nombreux espaces d’exposition, une boutique, une bibliothèque, une bandothèque et une salle capable d’accueillir une importante programmation théâtrale.
| Rez-de-chaussée | Billetterie |
| Rez-de-chaussée | Boutique |
| Premier étage   | Wayang kulit e wayang klitik, ombres indonésiennes |
| Premier étage   | Sbek Thom, ombres cambodgiennes |
| Premier étage   | Tholobomalatta et Togalu bombe, ombres indiennes de l'Andra Pradesh et de Mysore |
| Deuxième étage  | Scénographies, marionnettes et machines de scène des spectacles: «Foresta, radice, labirinto» d’Italo Calvino, scénographies de Renato Guttuso, mise en scène de Roberto Andò; «Macchina dell'amore e della morte» de Tadeusz Kantor; «Le bleu-blanc-rouge et le Noir» de l’Arc-en-terre de Massimo Schuster, marionnettes d’Enrico Baj; «Roncisvalle» et «Mahabharata» de Massimo Schuster, marionnettes d’Enrico Baj. |
|                 | Yoke thay thabin, marionnettes birmanes à fils |
|                 | Bunraku - Ningyō jōruri, marionnettes du Japon |
|                 | Rukada, marionnettes à fils du Sri Lanka |
|                 | Kathputli, marionnettes du Rajasthan |
|                 | Marionnettes africaines: Do, marionnettes du Mali; Kebe kebe, marionnettes du Congo; Gèlèdé, masques-marionnettes des Yoruba |
|                 | Temes nevinbur, marionnette des Nouvelles-Hébrides |
|                 | Mua roi nuoc, marionnettes aquatiques du Vietnam |
|                 | Marionnettes et pantins traditionnels de l’Italie du Nord et d’autres pays européens |
|                 | Marionnettes musicales de Vittorio Podrecca |
|                 | Hun krabok, marionnettes de la Thaïlande |
|                 | Namsadang Nori - Kkoktu-gaksi Norum, marionnettes de la Corée |
|                 | Wayang golek, marionnettes à tige javanaises |
|                 | Pupi d’école palermitaine, catanaise et napolitaine |
|                 | Salle de théâtre |

### La bibliothèque Giuseppe Leggio et les Archives multimédia
La Bibliothèque «Giuseppe Leggio» est annexée au Musée; elle abrite 30 000 volumes sur les pupi et les marionnettes ainsi que sur les traditions populaires. Les collections de scénarios manuscrits du XIXe siècle et du début du XXe siècle, ayant appartenu aux pupari Gaspare Canino et Natale Meli sont particulièrement précieuses, ainsi que la collection de fascicules chevaleresques édités entre la fin du XIXe et le début du XXe siècle, notamment la première édition de la Storia dei Paladini di Francia de Giusto Lodico, qui constitue encore aujourd’hui la principale source pour la mise en scène des spectacles traditionnels. D’autres sections sont consacrées aux traditions populaires, à l’anthropologie culturelle, à l’ethnographie, à la muséographie, à la linguistique, à la didactique, à l’histoire de la Sicile, au théâtre, à l’art et à la littérature. En 2006, la bibliothèque a été intégrée au pôle bibliothécaire national (Pôle SBN de la Bibliothèque Communale de Palerme).
En outre le Musée abrite de riches archives multimédiales: la photothèque conserve les photos des objets pour l’inventaire et les photos des installations qui se sont succédé dans les différentes sections du Musée; les photos des spectacles ainsi que celles des différentes initiatives réalisées au cours des années, notamment les colloques, les conférences, les séminaires, les expositions en Italie et à l’étranger. L’audio-vidéothèque conserve les enregistrements audio des spectacles de différentes formes de théâtre de figure, des interviews et des conférences remontant aux années 1960, déjà transférés sur CD; des enregistrements vidéo et audio recueillis en partie pour le compte de la «Discoteca di Stato» (Discothèque de l’État) et en collaboration avec l’Institut d’Histoire des traditions populaires de l’Université de Palerme. Ces documents ont été numérisés ou sont en cours de numérisation et ils peuvent être consultés sur demande. Les archives sont régulièrement enrichies grâce à l’incessante activité de documentation exercée par l’Association.

## Galerie de photos

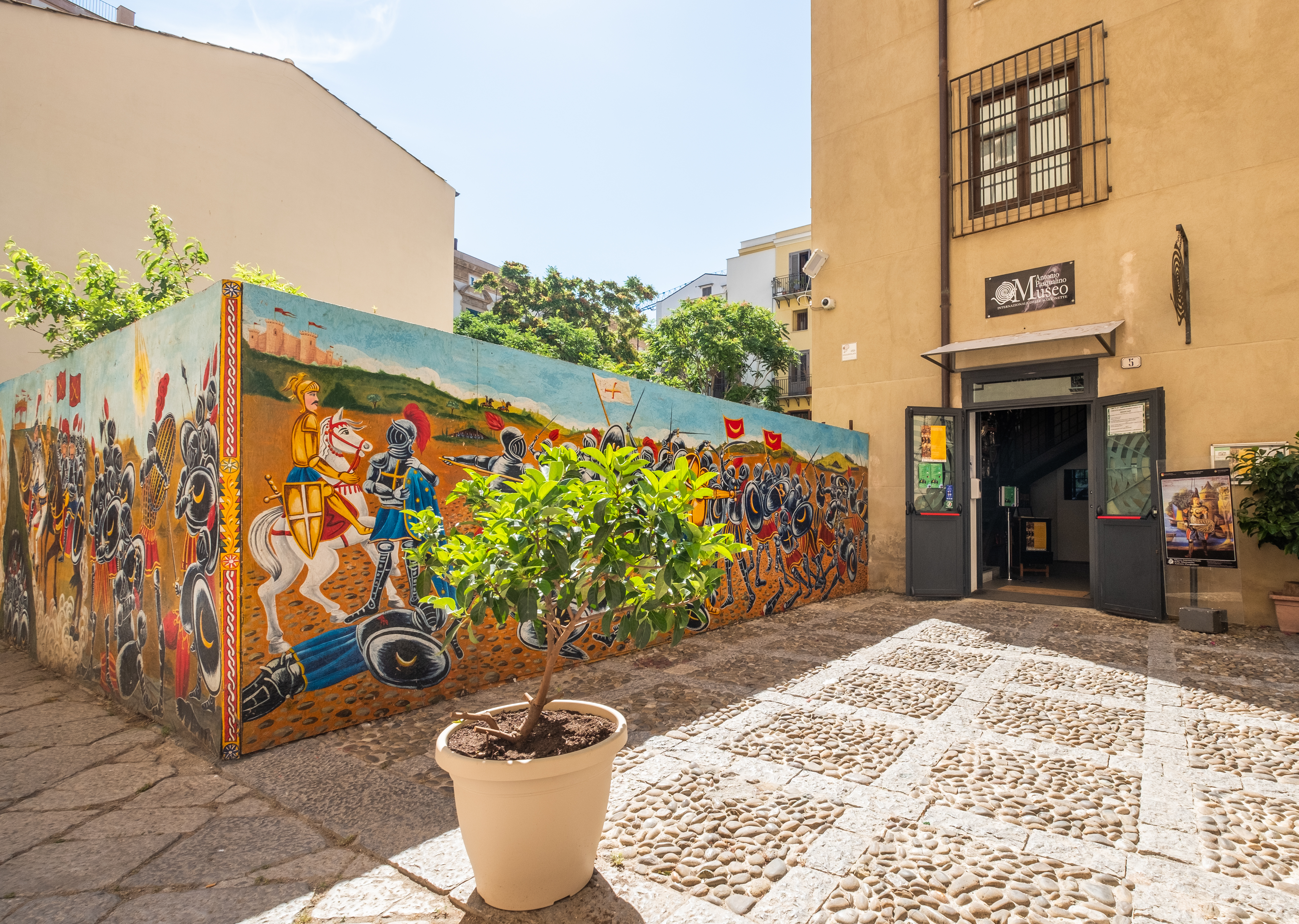
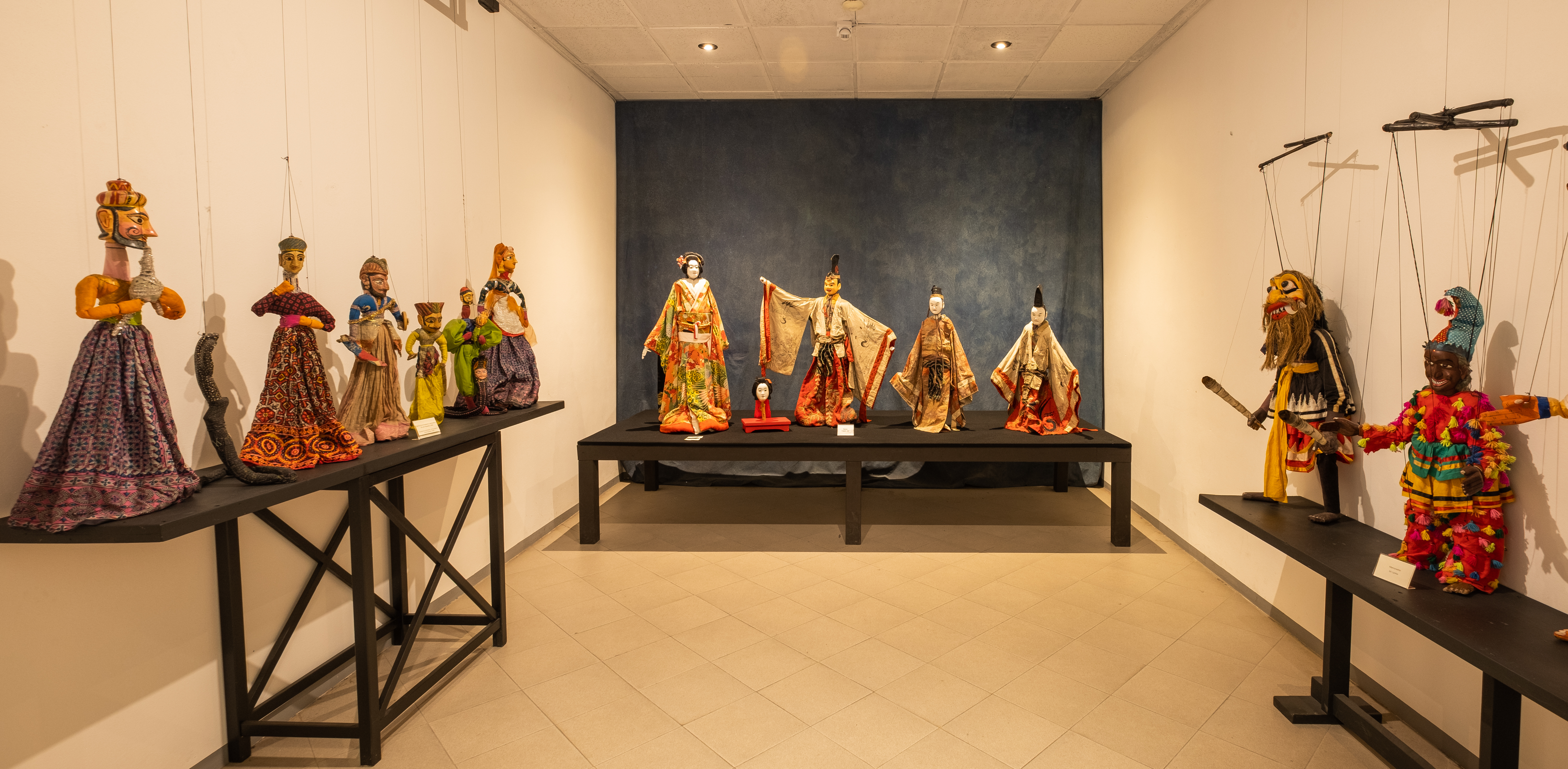
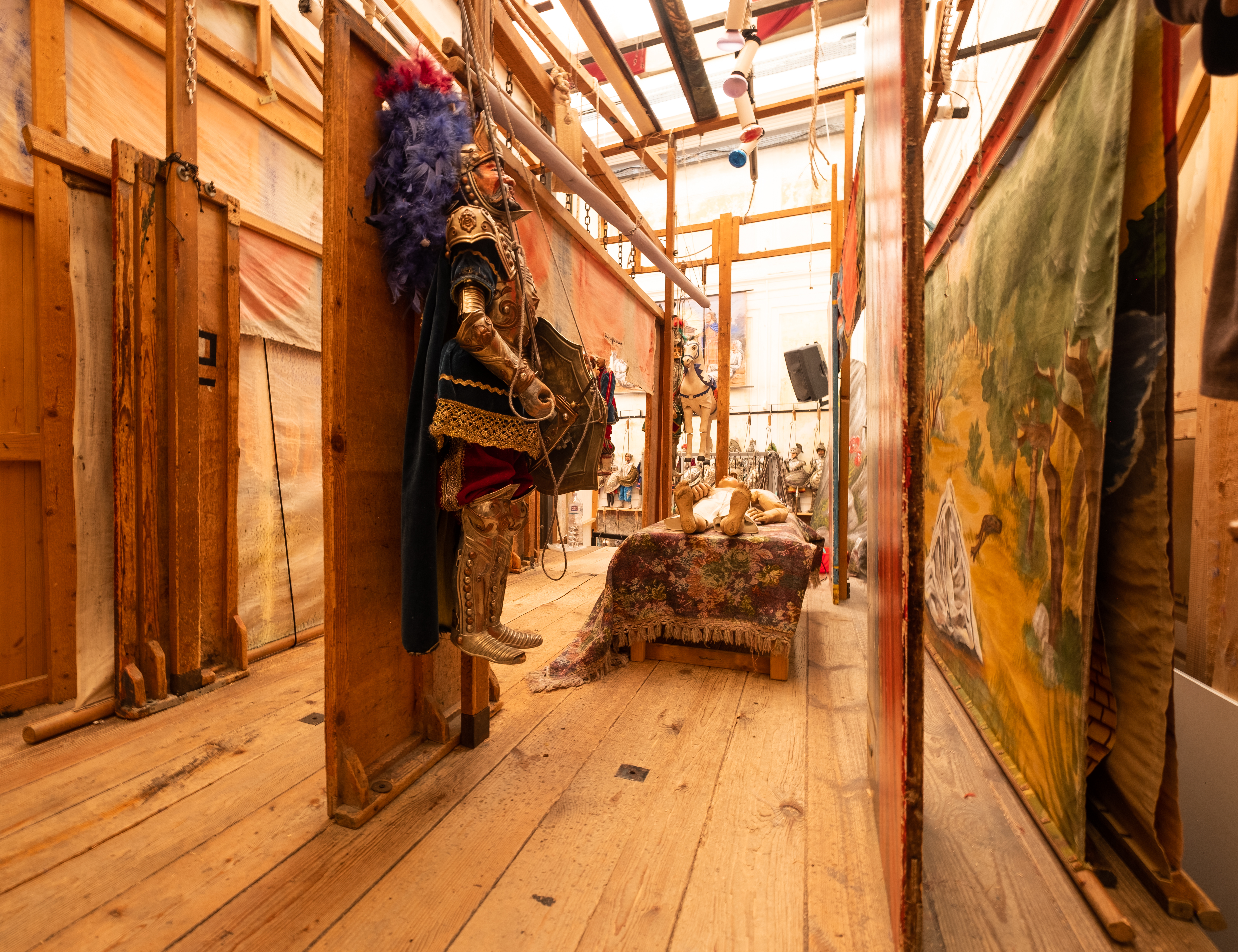
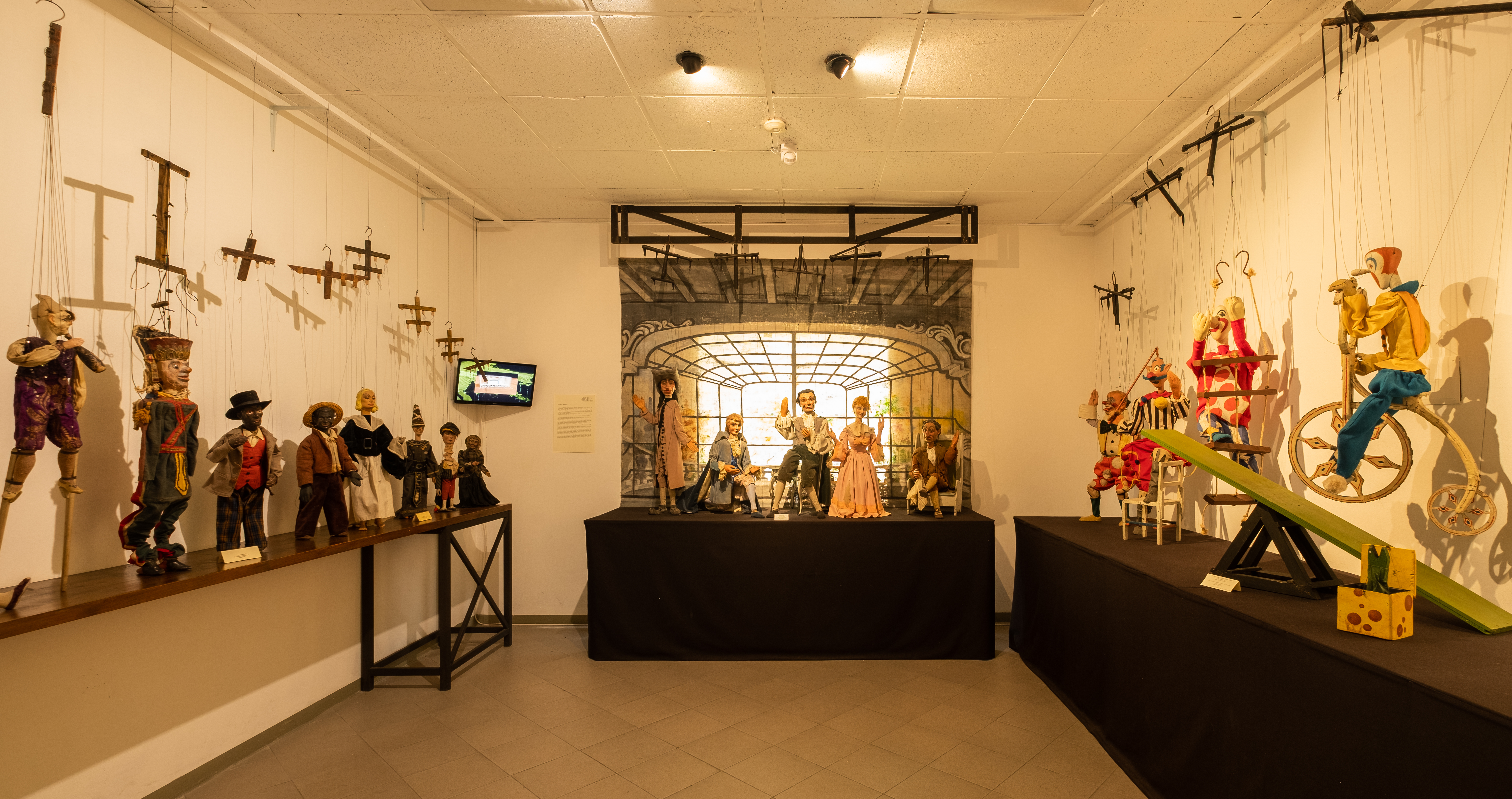
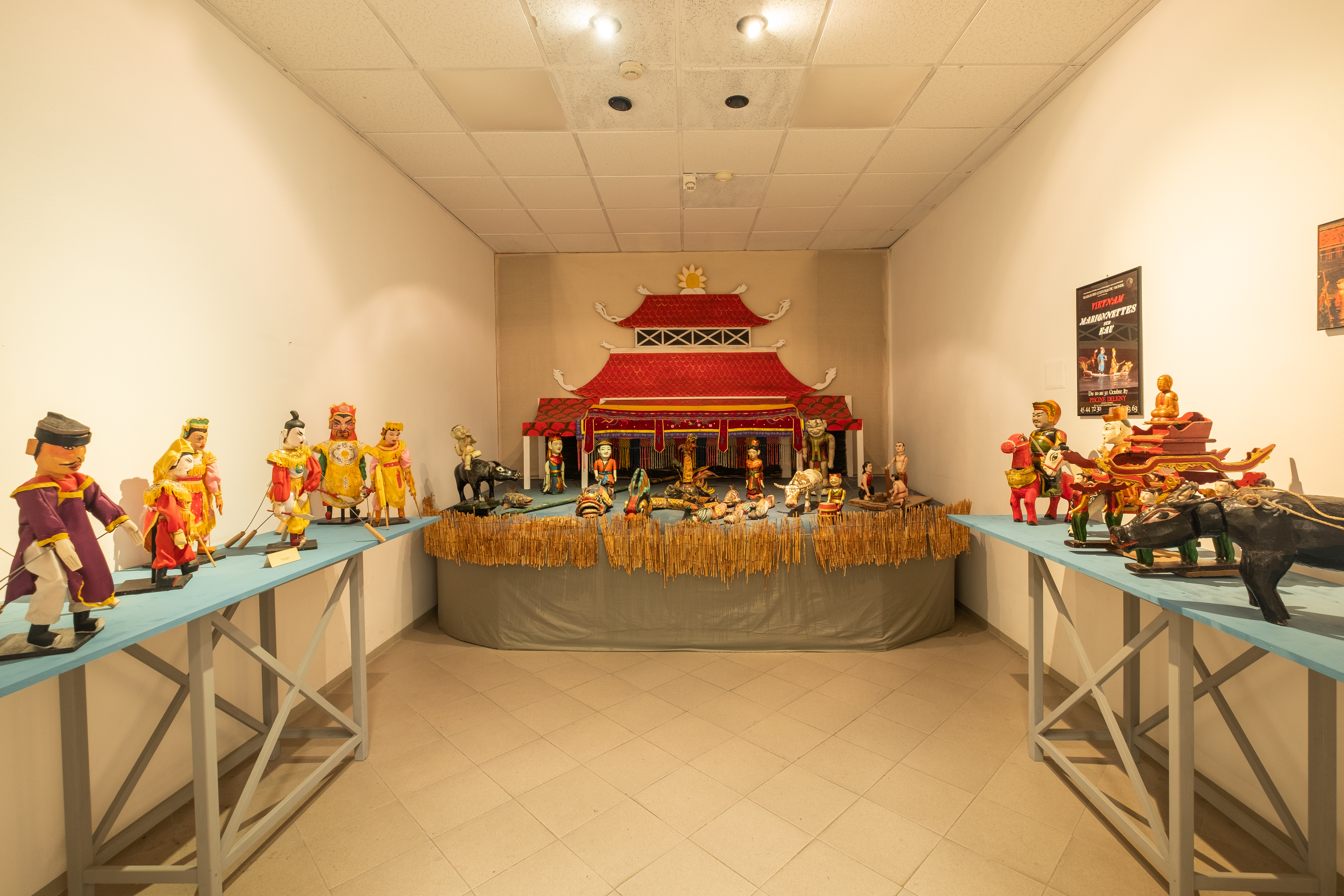
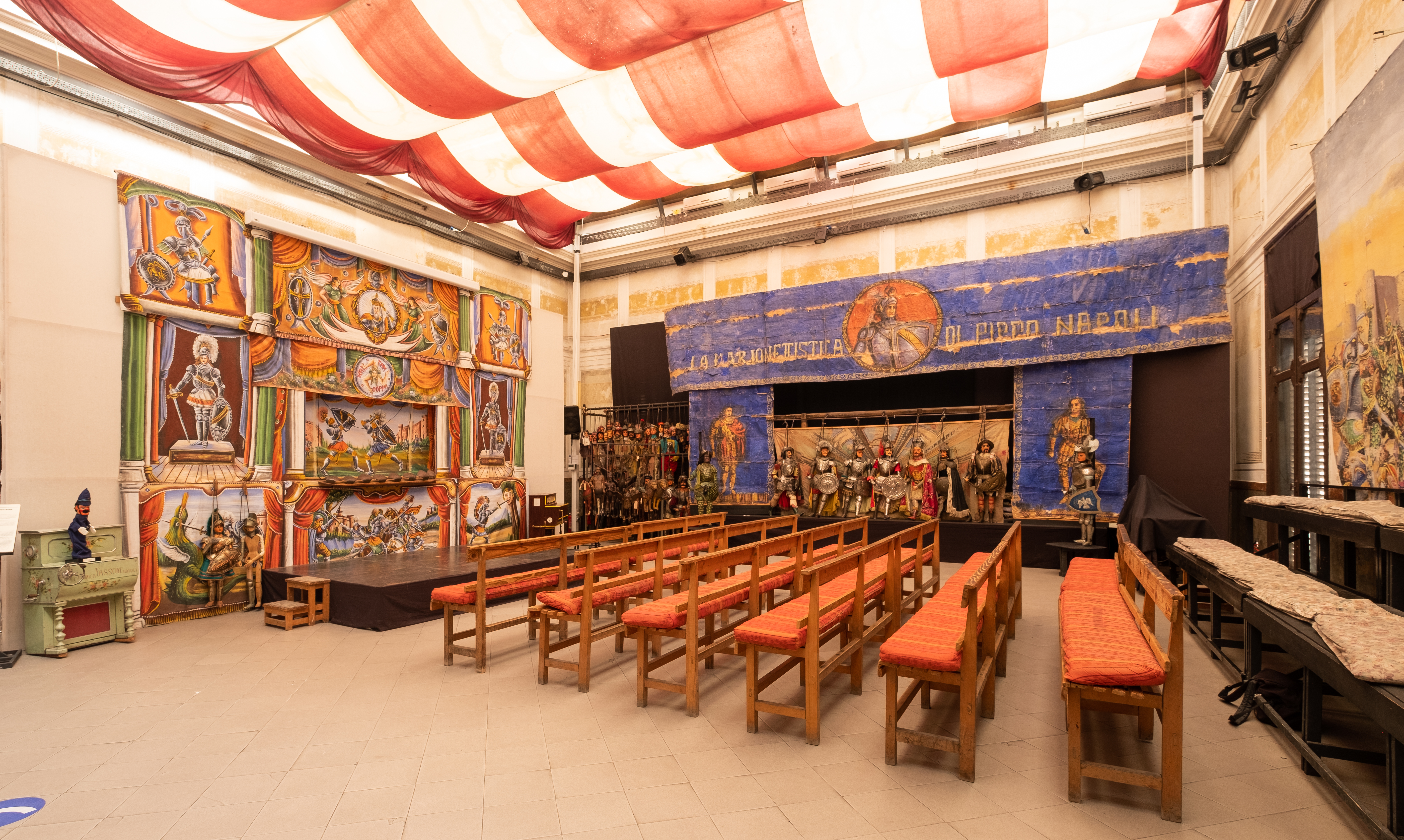
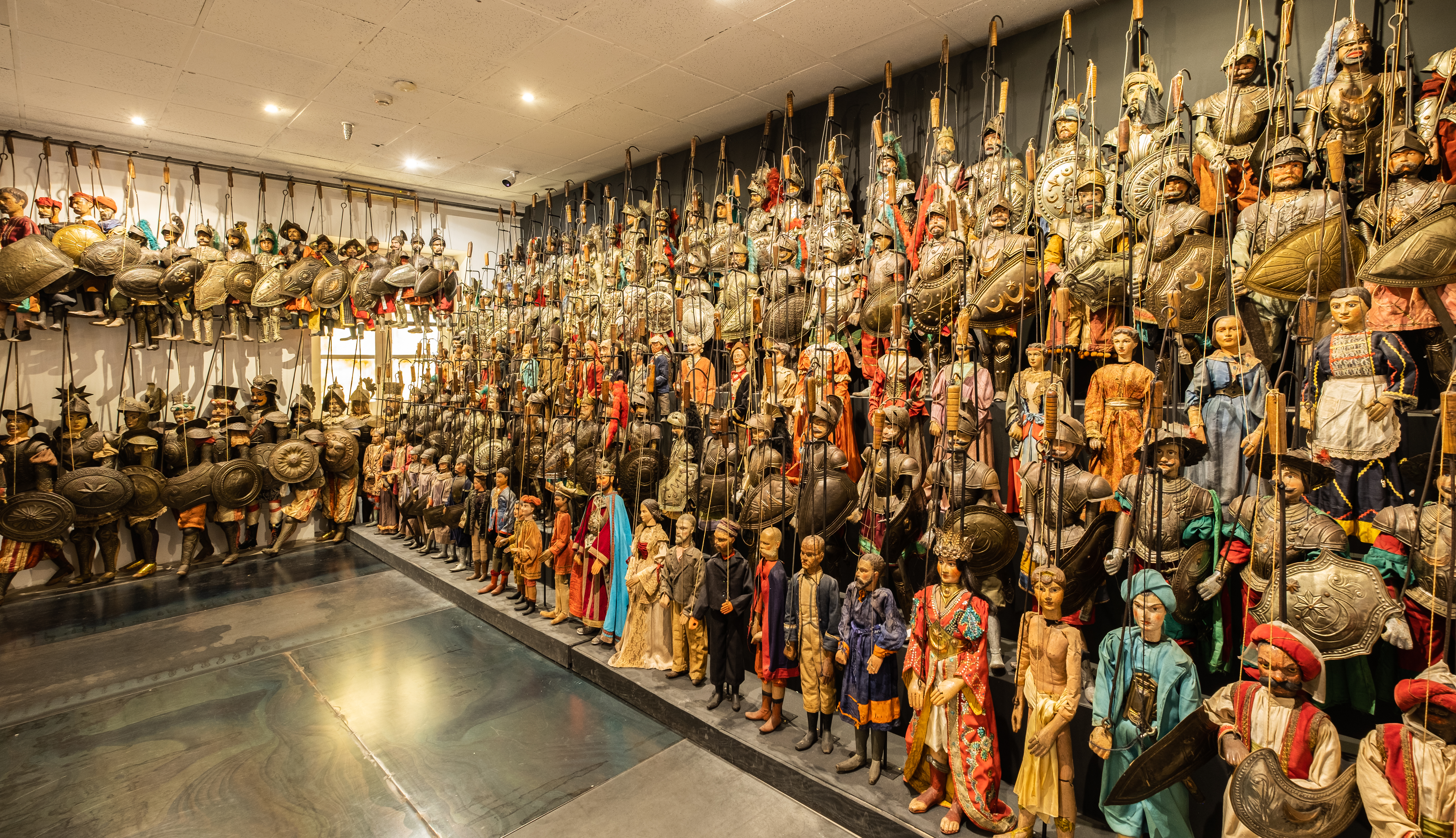
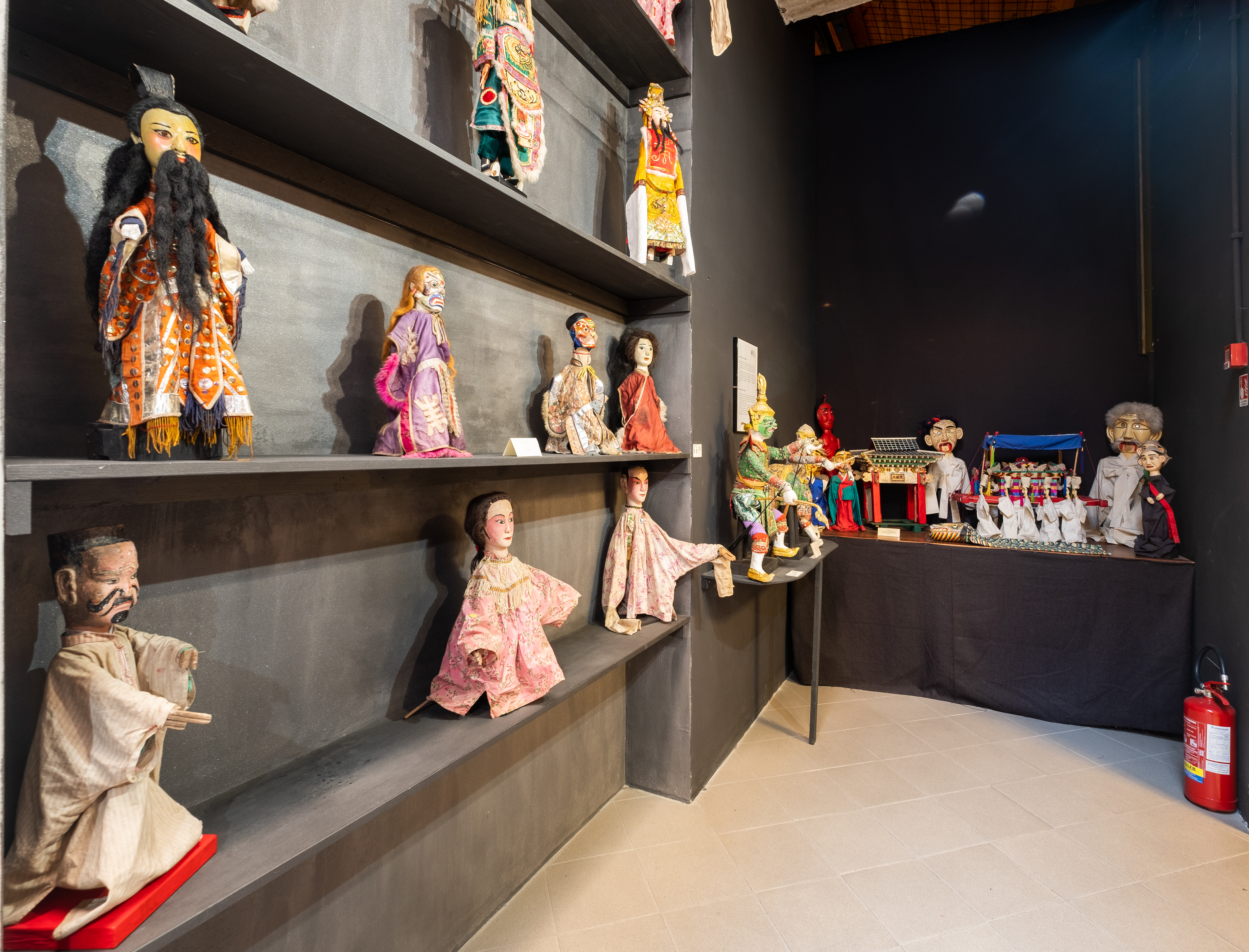
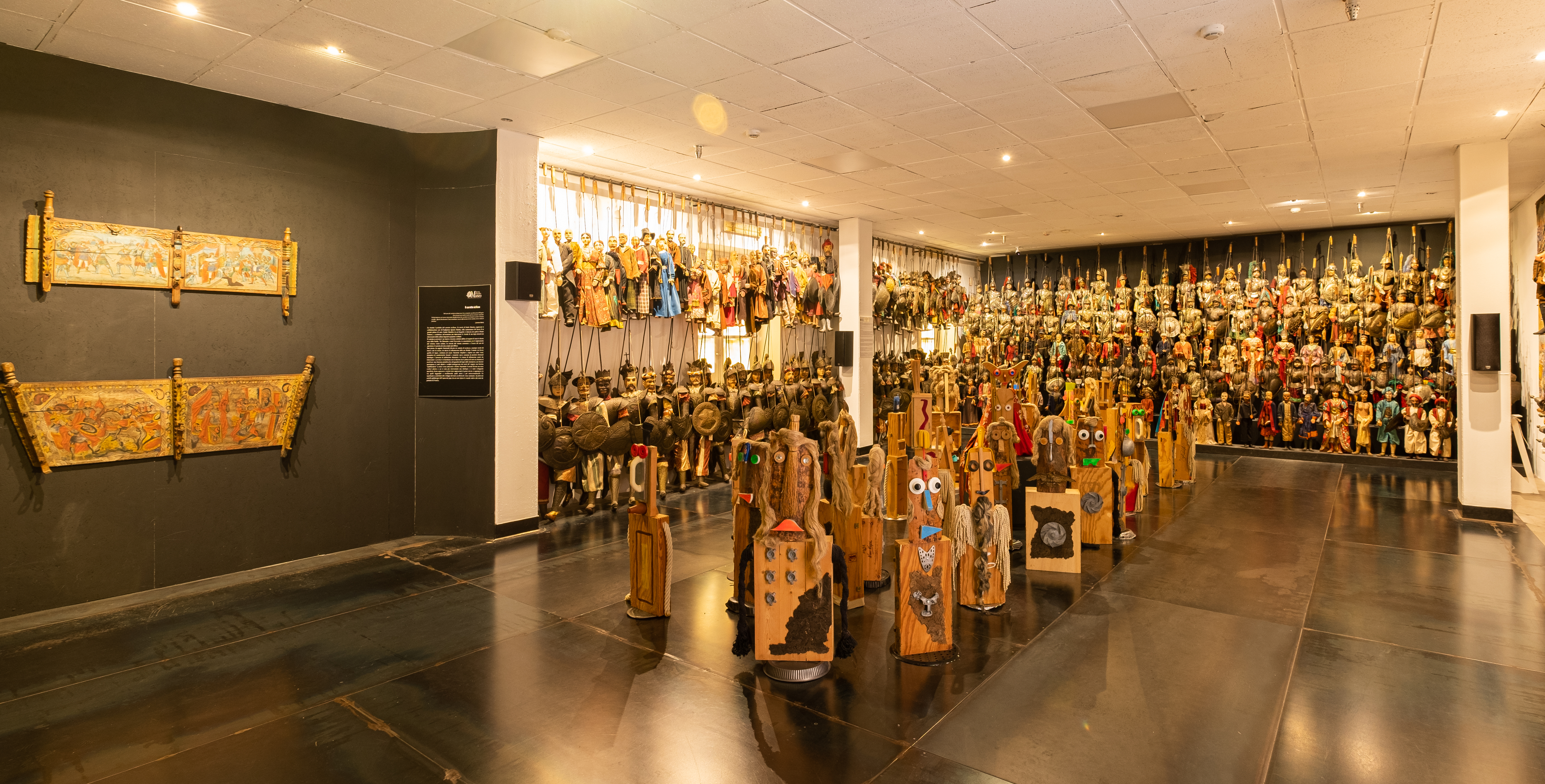
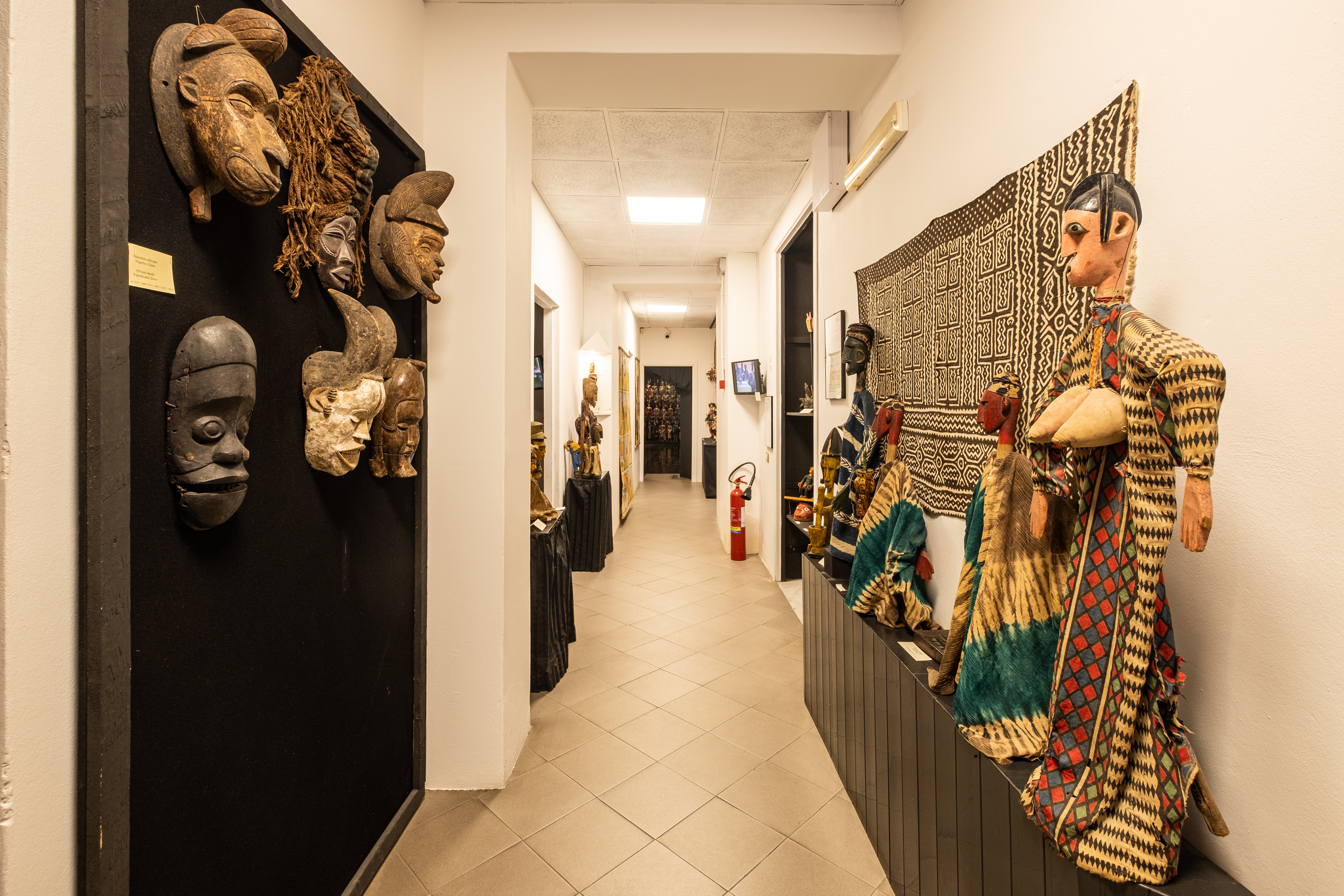
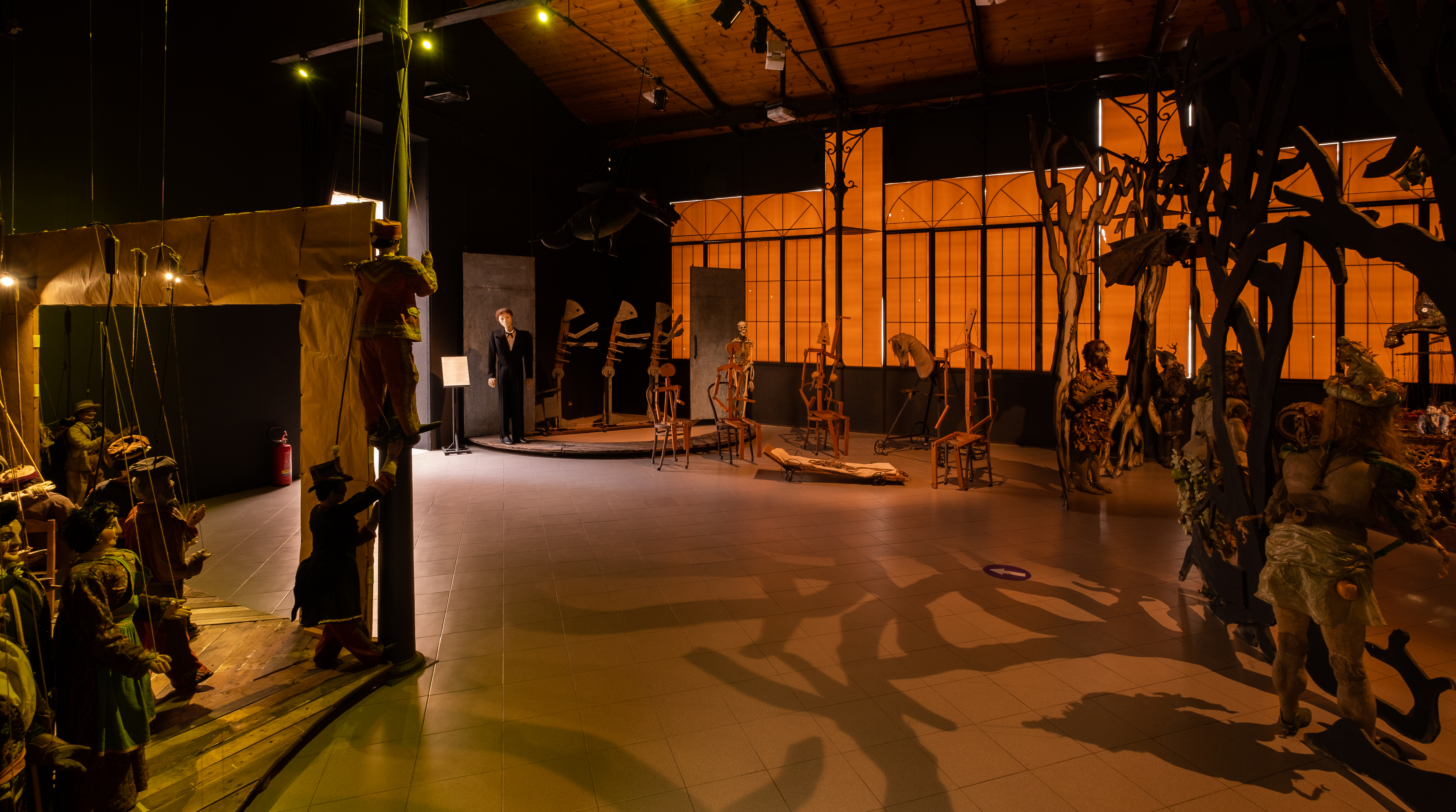
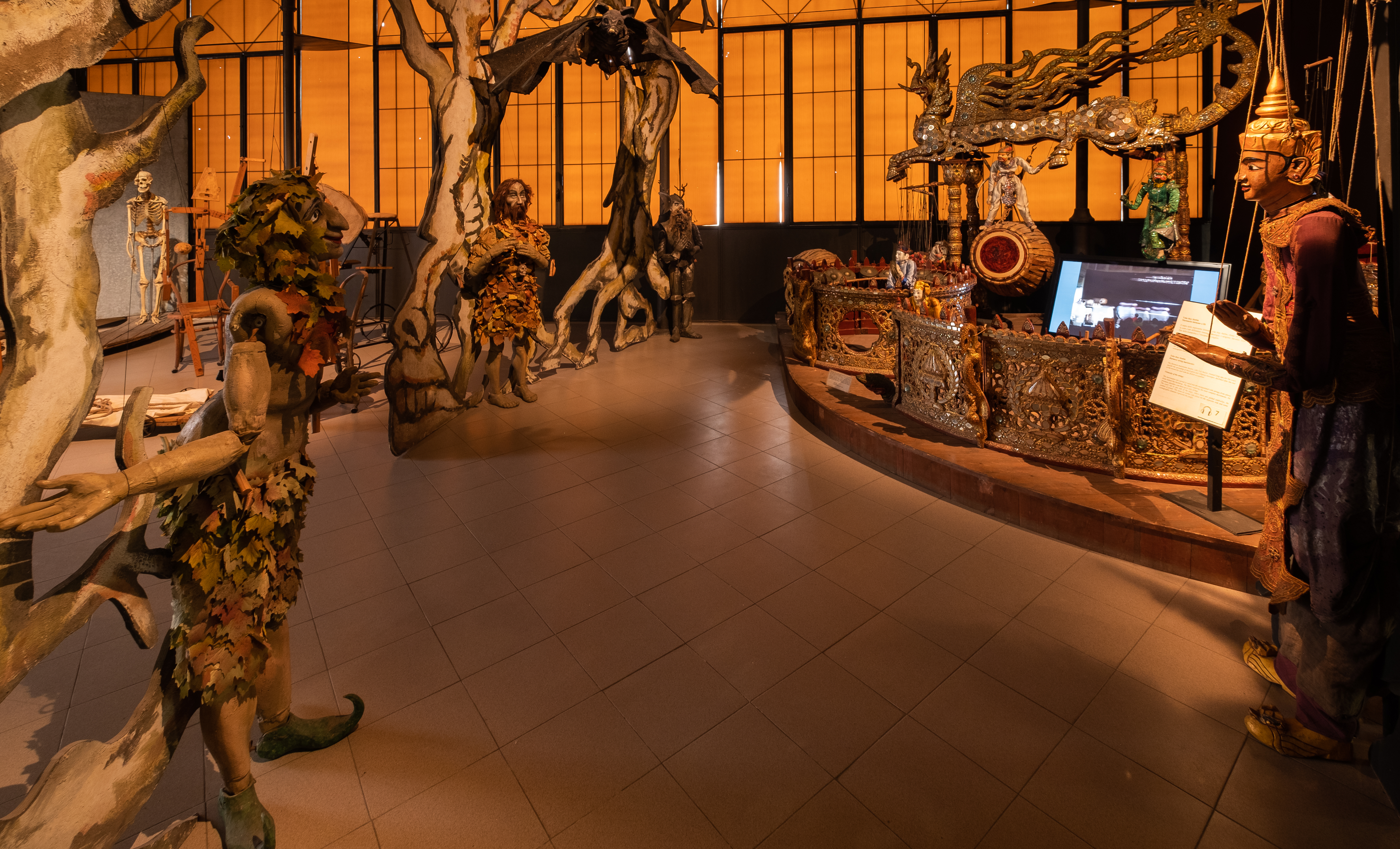
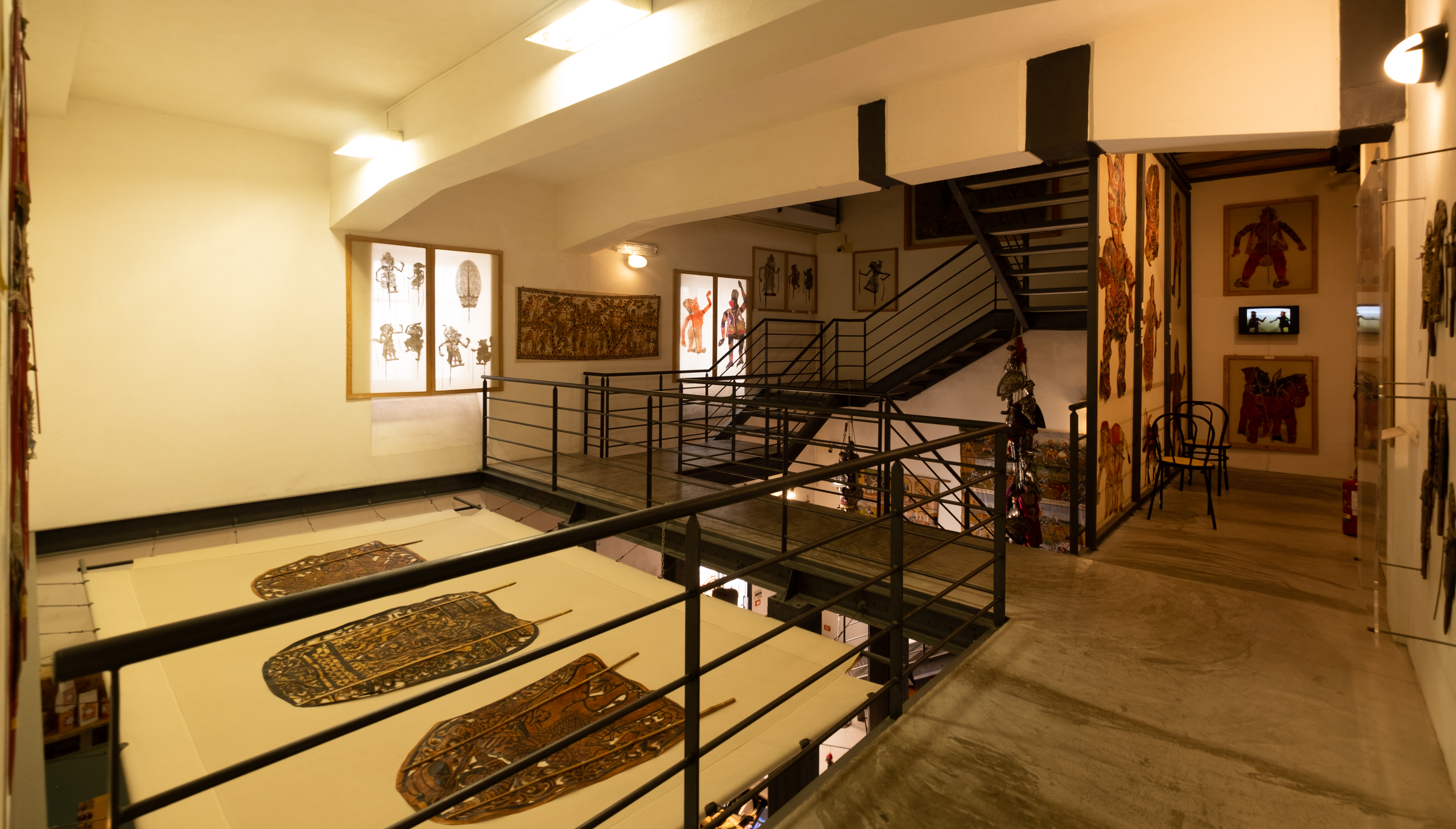
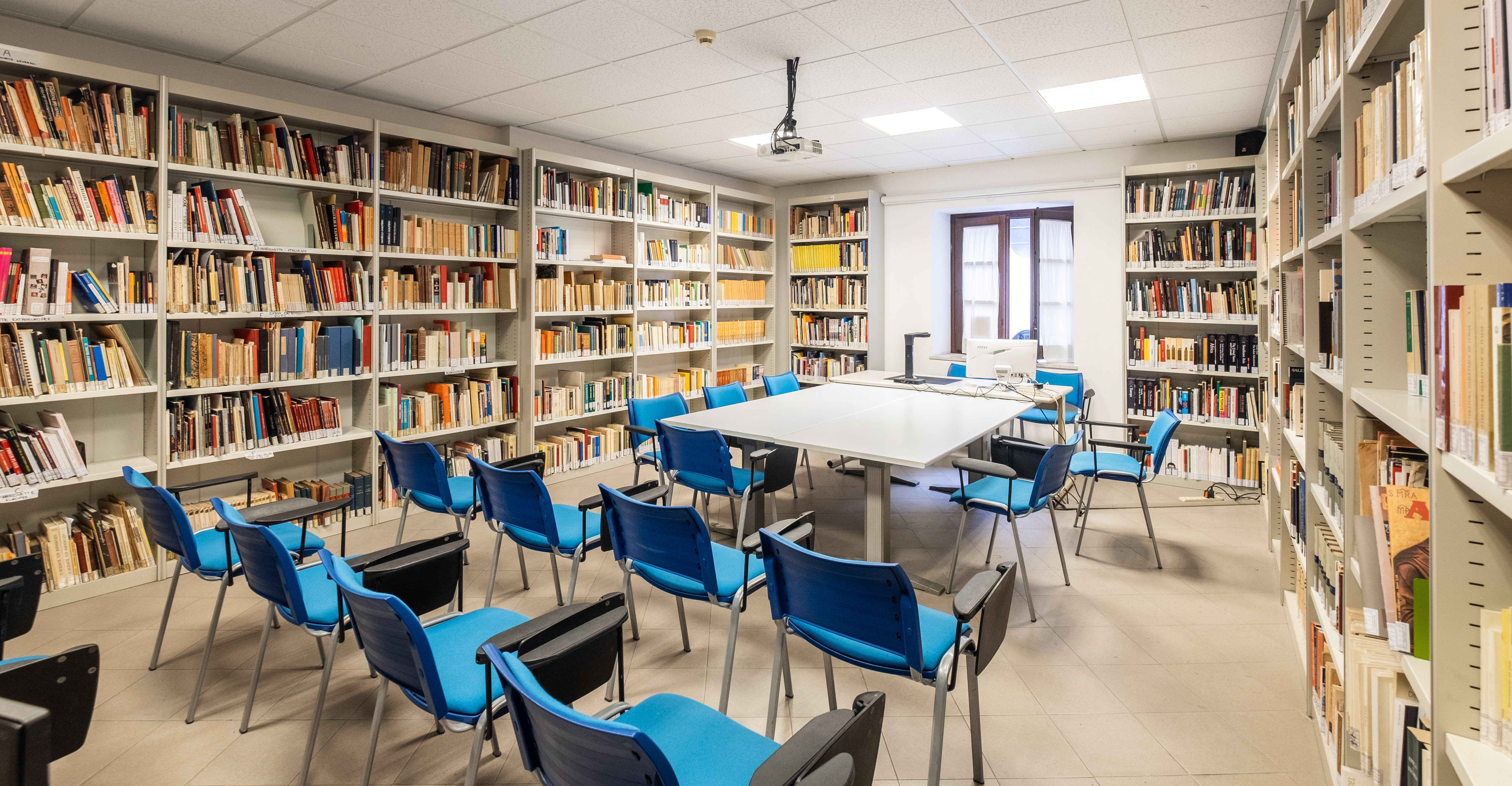